# Forza Motorsport 6
『Forza Motorsport 6』（フォルツァ モータースポーツ 6）は、マイクロソフトより2015年9月17日に発売されたXbox One用レーシングシミュレータゲーム。海外では9月15日に発売された。Forza 6と略される。Xbox Oneで2013年に発売された『Forza Motorsport 5』の続編。

## 特徴
- 今作ではアメリカのフォード・モーター・カンパニーとパートナー・シップを結んだため、パッケージのイラストに2016年発売予定の新型フォード・GTが起用された。

- 初代フォルツァ・モータースポーツ発売から10周年となりそれを記念したカーパックが同封されている。

- ダウンロード版のアルティメット・エディションには発売日前の9/10からプレイできるアーリーアクセス権がついた（日本時間では9/10、22:00解禁）。

- 前作に引き続いて、BBCの人気番組『Top Gear』とのコラボレーションが行われていて、ザ・スティグ の「デジタルいとこ（The Stig's Digital Cousin）」が前作に引き続き登場する。

しかしトップギアの象徴とも言えるジェレミー・クラークソンの解説はジェレミーが「Top Gear」から降板したためなし。
- 460車種以上、28コース（バージニア・インターナショナル・レースウェイはポルシェパックに同封の有料DLC、ホームステッド・マイアミ・スピードウェイはナスカーパックに同封の有料DLC）

最大24台のマルチプレイヤーが実装された。
- 画像は1080P、フレームレートはForzaシリーズの代名詞でもある60fps固定描写。

- シリーズで初めての天候変化が実装された[1]。雨天レースではハイドロプレーニング現象を再現している。

- 初代のForza Motorsport以来となる夜間のレースも導入された。

- 雨天、夜間レースは全てのコースに導入ではなく指定のコースのみ。天候、時間の動的変化はしない（コースの天候確認は下のコース覧参照）。

- コース内の空間表現、環境音などの追加や変更（土煙、砂煙、雨のもや、フロントガラスの汚れ、タイヤバリア飛散など）。

- コースレイアウトはXbox 360からXbox Oneに移行するため、Forza 5から全て作り直された。ターン10開発者のダン・グリーンウォルトによると、

もともと収録されているコースをランク分けし不合格なものは削除し、新たにレーザースキャンを導入して全てキャプチャーし直した。
レーザースキャンはサーキットの細かな状態をそのままコピー出来るため、今後全てのコースに導入するとのこと。
サーキットのレイアウトも、旧レイアウトから新しいものに変更されている。例えばForza 6から、ニュルブルクリンクGP＆北コース連結のコースレイアウトの変更が確認できる。
そして今作から雨が実装されるとともに、コース内に水たまりが配置された。水たまりは、ターン10スタッフが実際にコースを取材し、水たまりの形、配置場所を再現。
水たまりに車両が進入すると、ハイドロプレーニング現象が発生し、進入角度、速度により様々なシミュレートパターンを再現している。
車内視点においても車両の左右の動き、速度によってフロント、サイドガラスに流れる雨の動きをシミュレートしている。
- 車両も同様にレーザースキャンを導入し、古い物は持ち越さず、ほぼ全て作り直された。クオリティーに問題ない車両に関してはポリゴンを追加してリリースしている。

- 作成したバイナルとデザインはForza 5、Forza Horizon 2から移行が可能。

ただし他デザイナーが作成したデザインは移行、使用はできない。
- 今作も市販車の他に、多数の新旧レース車両が収録されている。

シリーズに引き継ぎWECからLMP1、LMP2のプロトタイプ、市販スポーツカーベースのLMGT1、LMGT2のGT車両、WTCC、IMSA、Can-Am、F1（アイルトン・セナ搭乗のMP4/4、アラン・プロスト搭乗の#1 Scuderia Ferrari 641が収録され、F1黄金期のセナ対プロストの対決が再現）、フォーミュラE、インディなどの各車両（インディ、フォーミュラE共に、今作から大幅に車両が追加）。
- 今作からV8スーパーカーが新たにピックアップされた。前作にもフォード、ホールデンで収録されていたが、新たに日産、ボルボ、メルセデス・ベンツ、が加わりタレントが揃った。
- 2016/5月のDLCでNASCARが追加。2016年シーズンのシボレー、フォード、トヨタの車両が追加され、それに伴いローリングスタート、クイックストップ(強制ピットイン設定)、敵車両接近時の視認矢印、サーキット走行時のピット進入ポイント追加、燃料消費/タイヤ摩耗項目など新たにオプションに追加され、よりレースを戦略的に楽しめるようになった。

- Forzaシリーズには、レースにはおよそ関係のない車両も多数収録されており、シリーズにおいて面白さの一つになっている。

商業用バンに加え、今作では映画ワイルド・スピード・シリーズから装甲用車両、2015年10月のlogitech G カーパックに収録された車体の長いキャデラック・リムジンなど、これまでのレース・ゲームにはあまり収録されることのない車両も登場している。
- 今作からForza Hubに直接移動できるようになりForzaリワードの確認や取得、最新情報などをすぐに見られるようになった。

- キネクトによるヘッドトラッキングの廃止。

- 三画面のマルチモニターには対応していない。

## アシスト・機能
オート・ブレーキ
- Forza Motorsport 3から採用されている。カーブの手前で自動的にブレーキがかかりカーブを曲がれる速度まで減速する。

推奨ライン
- コース上に理想的な走行ラインが描かれ、加速と減速のタイミングをラインの色で表示される。

リワインド
- ドライビング中にトラブルが起きた際に、その前まで巻き戻しができるアシスト機能。

クイック・アップグレード
- レースの際に車両のチューニングがボタン一つで可能である。

Drivataur レベル
- 設定により対戦相手の強弱が数段階から選択できる。それにより、賞金がアップしたり差し引かれるシステムとなっている。

上記の他にABS、STM、TCS、マニュアル・オートマチックも選択が可能。
MOD
- Forza6から導入。プレイヤーに対して有利に働いたり不利に働く条件のカードを、プレイヤー自身が自由に選択してレースを行える。

例えば、グリップは減るがクレジットが増える、パワーが上がるが1回しか使えないなど、様々な条件のMODが用意されている。
- MODの種類
- 「クルー」 プレイヤーが有利になるカード。全コース適用のカード、各コース限定のカードがある。
- 「ブースト」プレイヤーが有利になるカード。一回限定で使える。
- 「デア」プレイヤーに様々な条件を課すカード。プレイヤーによってはリスクになったり、または有効であったりする。クレジット、ドライバーポイント、メーカー有効ポイントが多く獲得できる。

プライズスピン
- ドライバーレベルが1レベル上がるごとに、ルーレット方式で、クレジット、MOD、車両のいずれかが貰えるシステム。

高額な車両やクレジットが手に入る可能性が広がるので、案外簡単にレースカーやクレジットが貯まる。

## ゲーム・モード
「キャリア」
- モータースポーツストーリー
  - スーパーストリート→スポーツアイコン→グランドツーリング→プロフェッショナルレーシング→アルティメットモータースポーツと、

カテゴリーを順々にクリアして、下位の車からレースカーにステップアップしてトップドライバーを目指す。
- ショーケース
  - オートクロス、耐久、モータースポーツの歴史、レースドライバー体験など様々なイベントを体験できる。

「リーグ」
- 自分と同レベルのドライバーとマッチアップして、オンライン開催イベントに参加する。

常にレースに参加できるわけではなく、開催日時が決められている。
「マルチプレイ」
- 世界のユーザーとオンライン対戦できる。リーグ、マルチ共にXBOX LIVE ゴールド（有料）が必要。

「ライバル」
- VIP、マンスリー、スペックチャレンジ、トラックデイなど様々な種類のタイムアタックやドリフトなどのイベントが用意されている。

発売当初にTime To Shineチャレンジとしてマイクロソフトのフィル・スペンサー、ロータスF1ドライバー、ロマン・グロージャンのタイムに挑むイベントが開催された。
「フリープレイ」
- 一般で言うところのアーケードモード。

車、コース、難易度を選んで気軽にレース、タイムアタックができる。
こちらでもドライバーレベル、メーカー友好レベルを上げることができる。
「テストドライブ」
- チューンアップした車をテスト走行させるモード。

周回数などの概念は無く、走行中でも細かい設定変更が可能。

## 登場コース

### 実在コース
- ホッケンハイムリンク（ドイツ連邦）昼

- モンツァ・サーキット（イタリア北部）昼

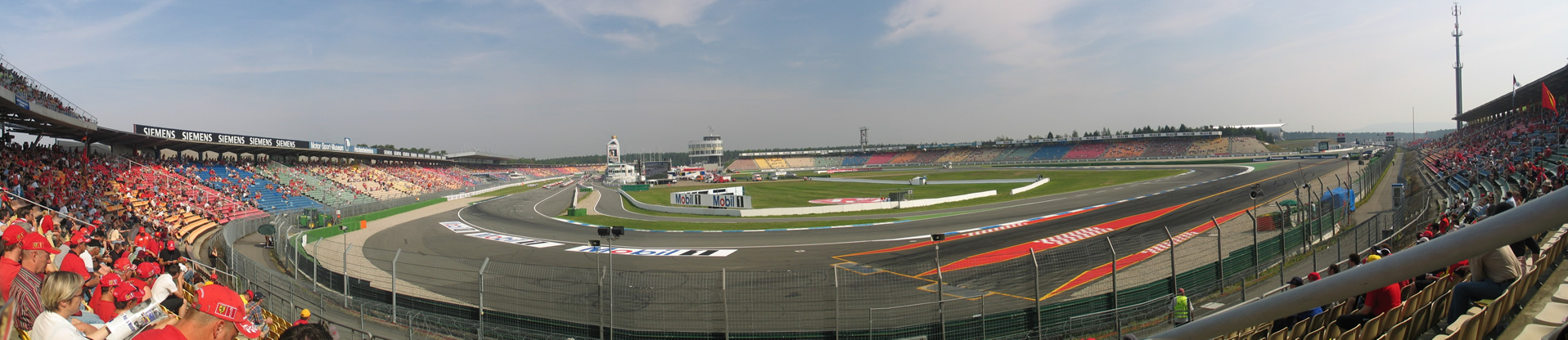
ホッケンハイムリンク

- ニュルブルクリンク 北コース＆GPコース（ドイツ）昼/夜/雨

- マウント パノラマ モーター レーシング サーキット バサースト （オーストラリアニューブランズウィック州）昼

- ヤス・マリーナ・サーキット（アラブ首長国連邦）昼/夜

- スパ・フランコルシャン（ベルギー）昼/夜/雨

- カタルーニャ・サーキット（スペインカタルーニャ州）昼

- ラグナ・セカ（米国カリフォルニア州）昼

- ロングビーチ市街地コース（米国カリフォルニア州ロングビーチ）昼

- インディアナポリス・モーター・スピードウェイ（米国インディアナ州）昼

- ワトキンズ・グレン・インターナショナル（米国ニューヨーク州）昼

- デイトナ・インターナショナル・スピードウェイ（米国フロリダ州）昼/夜

- ロード・アメリカ（アメリカ）昼

- ロード・アトランタ（アメリカ）昼

- セブリング・インターナショナル・レースウェイ（アメリカ）昼/夜/雨

- ソノマ・レースウェイ（米国カリフォルニア州）昼

- ライム・ロック・パーク（米国コネチカット州）昼

- サーキット・オブ・ジ・アメリカズ（米国テキサス州）昼

- シルバーストン・サーキット（イギリス）昼/雨

- ブランズ・ハッチ（イギリス）昼/雨

- サルト・サーキット&ブガッティ・サーキット（フランス）昼/夜/雨

- TopGearテストトラック（イギリス）昼/雨（BBCの人気番組のTop Gearのコース）

- バージニア・インターナショナル・レースウェイ（米国バージニア州）昼/夜/雨（2016/3/1リリースのPorsche Expansionパックにて収録）

- ホームステッド＝マイアミ・スピードウェイ（米国フロリダ州）昼/雨（2016/5/18リリースのNASCAR Expansionパックにて収録）

### オリジナルコース
- プラハ/市街地コース（チェコ）昼
- リオデジャネイロ/市街地コース（ブラジル）昼[2]
- ベルナー・アルプス/山岳コース（スイス）昼
- テスト・トラック・エアフィールド/廃飛行場（アメリカ）昼

## 登場メーカー
| - アキュラ - アバルト - アルファロメオ - アストンマーティン - アウディ - アリエル - AMC（アメリカン・モーターズ・コーポレーション） - アウトウニオン - ベントレー - BMW（Bayerische Motoren Werke AG、バイエルン発動機製造株式会社） - BAC(Briggs Automotive Company) - ビュイック - ボウラー - ブガッティ - ブラバム - キャデラック - カパロ（10月DLCにT1が初収録） - ケータハム - シャパラル - シボレー - クライスラー - クライスラス（ゲームFallout4に登場する架空のカー・ディーラー。Rocket '69が初収録） - ダットサン - ドンカーブート - イーグル - イーグル・ウェスレイク - ダッジ - フェラーリ（4月DLCにFXX K初収録/5月DLCにアラン・プロスト搭乗車#1 Scuderia Ferrari 641初収録） - フィアット - フォーミュラE - フォード - GMC（ゼネラルモーターズ・トラック・カンパニー） - ヘネシー - ホールデン - ホットウィール（アメリカの玩具メーカーマテルのミニカーブランド） - HSV（ホールデン・スペシャル・ビークルズ） - ホンダ - ハマー - ヒュンダイ/現代自動車 - インフィニティ - ジャガー - ジープ | - ケーニグセグ（12月DLCにOne:1初収録） - KTM Sportmotorcycle AG(Kronreif & Trunkenpolz Mattighofen) - ランボルギーニ - ランチア - ランドローバー - レクサス - ローカルモーターズ - ローラ - ロータス - マセラティ - マツダ - マクラーレン（11月DLCに故アイルトン・セナ搭乗車MP4/4初収録） - メルセデス・ベンツ（メルセデスAMG） - MG（モーリス・ガレージ） - マーキュリー - 三菱 - ミニ - 日産 - ノーブル・オートモーティブ - オールズモビル - オペル - パガーニ - ポルシェ（2016/3/1リリースのPorsche Expansionパックにて追加） - プジョー - プリムス - ポンティアック - ラム - ラディカル - ルノー - ロールスロイス - サリーン - サイオン - サンビーム - シェルビー - SRT（ストリート・アンド・レーシング・テクノロジー） - スバル - テスラ - トヨタ - TVRモーターズ・カンパニー - テラダイン - ウルティマ - ボクスホール - フォルクスワーゲン - ボルボ - Wモーターズ（1月DLCにライカン・ハイパースポーツ初収録） - ワトソン(8月DLCに1964 Watson #1 Sheraton-Thompson Special Roadster初収録) |

## Forza6 ユニコーンカー
- 1971 Ferrari #2 Ferrari Automobili 312 P
- 1977 Aston Martin V8 Vantage
- 2015 Lamborghini #63 Squadra Corse Hurácan LP620-2 Super Trofeo
- 1973 Ford Escort RS1600
- 1971 Ford Falcon XY GTHO Phase III

## Forza6 無料ギフトカー
- 2016 #66 Ford GT Le Mans Race Car
Forza Motorsport 6のe-スポーツ大会、Forza Racing Championshipとル・マン24時間レースの開催を記念して、本作の全プレイヤーに配布された。
後に有料DLCとしても配信されていた[3]。

## Forza6 コラボレート・カー
- Forza Motorsport 6 Fast & Furious カー パック（映画ワイルド・スピード・シリーズの登場車両、有料DLC）
- 10月発売のHALO5 Guardiansを記念して、スパルタンロックをイメージしたペイントの2015 Mustang GTと、マスターチーフをイメージしたペイントの2015 Ford Shelby GT350Rの2台のコラボカーが無料配布。
- ベセスダソフトワークス開発の『Fallout4』の発売を記念して、Vault-Tecをイメージしたペイントの1956 Ford F100コラボカーと、Chryslus Rocket '69が無料配布（Rocket '69はFallout4のゲーム内に登場する架空の車両。入手にはforza6か、Fallout4を購入したユーザーのみ）。
Forza Motorsport 6 コンプリート追加コンテンツコレクションを購入することでも追加可能だった。
- 2016年5月のDLC、Hot Wheels Car Packにて2011 Hot Wheels Bone Shakerと2005 Ford Hot Wheels MustangがForza6とコラボレート。

## Forza専用アプリ
Forza Hub
- Forza Mortorsport専用情報アプリ。

Forzaシリーズの今までの自分の階級や獲得リワードの確認と獲得、フォトモードや公式サイトと
同じ情報の閲覧や商品購入まで、幅広くカバーする専用アプリ。
Forza 6からもHubに直接移動できる。
Windows 10でも使用可能。

## DLC
2019年9月15日をもって、DLCの販売を終了。
- Forza Motorsport 6 Fast & Furious カー パック（映画ワイルド・スピード・シリーズの登場車両）

- Forza Motorsport 6 VIP

- Forza Motorsport 6 カーパス

- Forza Motorsport 6 10 周年記念カー パック

- 2015年10月無料車両/2015 Infiniti Q60
- 2015年10月DLC/logitech G カーパック
  - 2013 Caparo T1/1994 Nissan #75 Cunningham Racing 300ZX/2014 Toyota #12 Rebellion Racing R-One/2013 Cadillac XTS Limousineなど

計7台収録
- 2015年11月無料車両/2015 Nissan #23 GT-R LM NISMO
- 2015年11月DLC/eBay Motors  カーパック
  - 1988 McLaren #12 Honda McLaren MP4/4/1980 Lancia #31 Lancia Corse Beta Montecarlo Turbo/2014 Maserati #35 M.Calamia Swiss Team MC Trofeo

2014 Mazda #70 SpeedSource Lola B12/80など計7台収録。
- 2015年12月DLC/Mobile 1 カーパック
  - 1991 Mazda #62 Mazda Motorsport RX-7/1990 Chevrolet #30 Douglas Shierson Racing Lola T90/00

2015 Koenigsegg One:1/2016 Mercedes-AMG C 63 S Coupéなど計7台収録。
- 2016年1月DLC/Ralph Lauren Polo Red カーパック
  - 2016 W Motors Lykan HyperSport/2015 Nissan #1 NISMO MOTUL AUTECH GT-R/

2014 Toyota #8 Toyota Racing TS040 HYBRID/1973 Holden HQ Monaro GTS 350など計7台収録。
- 2016年1月後半DLC/Alpinestars カーパック
  - 2015 Ford #02 Chip Ganassi Racing Riley Mk XXVI Daytona Prototype/1990 Mercury #15 Whistler Radar Cougar XR-7

1992 Alfa Romeo Milano Quadrifoglio Verde/1996 Subaru SVXなど計7台収録。
- 2016年3月DLC/Porsche Expansionパック（カーパスには含まれない）
  - 2015 Porsche #19 Porsche Team 919 Hybrid/1998 Porsche #26 Porsche AG 911 GT1 98/1987 Porsche #17 Racing Porsche AG 962c/

2011 Porsche #45 Flying Lizard 911 GT3 RSR/1955 Porsche 550A Spyderなど計21台収録。
- 新コース/Virginia International Raceway（Porsche Expansionパックに同封）
- 2016年3月中旬DLC/Meguiars カーパック（カーパス適用最後のカーパック）
  - 2015 Ferrari 488 GTB/2015 Chevrolet #10 Wayne Taylor Racing Corvette Daytona Prototype/

1988 Jaguar #60 Castrol Jaguar Racing XJR-9/1969 Fiat Dino 2.4 Coupeなど計7台収録。
- 2016年4月DLC/Top Gear カーパック
  - 2014 Ferrari FXX K/2016 Rolls-Royce Dawn/2016 Jaguar F-TYPE Project 7/2016 Audi R8 V10 plusなど計7台収録。
- 2016年5月DLC/Hot Wheels Car Pack
  - 2011 Hot Wheels Bone Shaker/2005 Ford Hot Wheels Mustang/

1990 Ferrari #1 Scuderia Ferrari 641/2015 McLaren P1 GTRなど計7台収録。
- 2016年5月中旬DLC/NASCAR Expansionパック
  - 2016 Chevrolet #1 Chip Ganassi Racing McDonald's Chevy SS/2016 Toyota #11 Joe Gibbs Racing FedEx Express Camry/

2016 Chevrolet #4 Stewart-Haas Racing Jimmy John’s Super Sport/2016 Ford #2 Team Penske Alliance Truck Parts Fusionなど計24台収録。
- 新コース/Homestead-Miami Speedway(NASCAR Expansionパックに同封)
- 2016/6月無料車両/2016 #66 Ford GT Le Mans Race Car

当初はストアからの購入ではなく、Forza6の全プレイヤーにターン10から、XBOX LIVE メッセージに利用コードが送られ、後に有料DLCとして配信された。
- 2016/7月DLC/Turn 10 Select カーパック
  - 2014 Jaguar #14 Emil Frey GT3 Jaguar XK/2015 Mercedes-Benz #24 Tankpool24 Racing Truck/2014 Chevrolet #4 ROAL Motorsport RML Cruze TC1 WTCC/

1980 Fiat 124 Sport Spider/2015 McLaren 570S Coupeなど計7台収録。
- 2016/8月DLC/Turn 10 Summer カーパック
  - 1964 Ferrari F-158 F1/1964 Watson #1 Sheraton-Thompson Special Roadster/1979 Datsun #33 Bob Sharp Racing 280ZX Turbo

2016 Cadillac CTS-V Sedan/1991 Nissan #23 Nissan R91CP/2016 Abarth 695 Biposto/2000 BMW 323ti Sportの計7台収録。

## 体験版
- 2015年9月1日にデモ版が配信された。

キャリアモード形式で、ライムロックパーク（昼）、ヤスマリーナ（夜）、セブリング（雨）の3レース全天候が体験できる。
クリア後はタイムトライアルモードが追加される。
本編へのデータ引き継ぎは無し。

## Forza Motorsport 6:Apex
- 2016年5月5日より、Forza Motorsport6のWindows 10版となる『Forza Motorsport 6:Apex』β版がWindowsストアにて無料配信を開始した。
- Windows 10(DirectX12)専用で最大4K解像度、60fpsに対応している。
- 2019年9月15日、配信終了。

PC動作環境
- 最小動作環境

(OS) Windows 10 64-bit version1511
(Processor) Intel Core i3-4170 @3.7Ghz
(GPU) NVIDIA GeForce GT 740/AMD Radeon R7 250X
(HD Space) 30GB
(RAM) 8GB
(VRAM) 2GB
(DirectX) DirectX12
(Suggested Input) Xbox One Controller
- 推奨動作環境(1080p at 60FPS)

(OS) Windows 10 64-bit version1511
(Processor) Intel Core i7-3820 @3.6Ghz
(GPU) NVIDIA GeForce 970/AMD Radeon R9 290X
(HD Space) 30GB
(RAM) 12GB
(VRAM) 4GB
(DirectX) DirectX12
(Suggested Input) Xbox One Controller
- 最高動作環境(4K at 60FPS)

(OS) Windows 10 64-bit version1511
(Processor) Intel Core i7-6700k @4Ghz
(GPU) NVIDIA GeForce GTX 980ti/AMD Radeon Fury X
(HD Space) SSD+30GB
(RAM) 16GB
(VRAM) 6+GB
(DirectX) DirectX12
(Suggested Input) Xbox One Controller
（公式ホームページより）